# 伊沢里右衛門
伊沢 里右衛門（いざわ りえもん）は、江戸時代中期の人物。徳山藩の足軽。徳山藩改易を招いた万役山事件の発端となった人物の一人。

## 生涯
里右衛門は徳山藩の山廻り役人である足軽組・本多勘左衛門組の配下の足軽であった。
正徳5年6月6日（1715年7月6日）、徳山藩と萩藩の境にある万役山において、萩藩領西久米村の農民･喜兵衛、その長男･惣右衛門、次男･三之允が田の草をとった帰りがけに、かつて植えておいた小松1本を切り取り、田の畦修理のために持ち帰ろうとしたのを、里右衛門と福田久助が見つけて咎めたところ、争いとなり、最終的に里右衛門が喜兵衛の首を刎ねてしまう結果となった。
萩藩は里右衛門の身柄の引き渡しを要求したが、徳山藩主・毛利元次はこれを拒否した。里右衛門は万役山事件の後には、江戸の三田にある徳山藩の屋敷御門番となっていたが、徳山藩が改易されると萩藩へ引き渡され、萩の獄舎へと入れられた。
徳山藩の旧領還付や家老らの処罰など、徳山藩改易に伴う後処理が一段落した享保2年2月6日（1717年3月18日）、里右衛門は萩の獄舎において斬首された。